# Guatemalská kuchyně

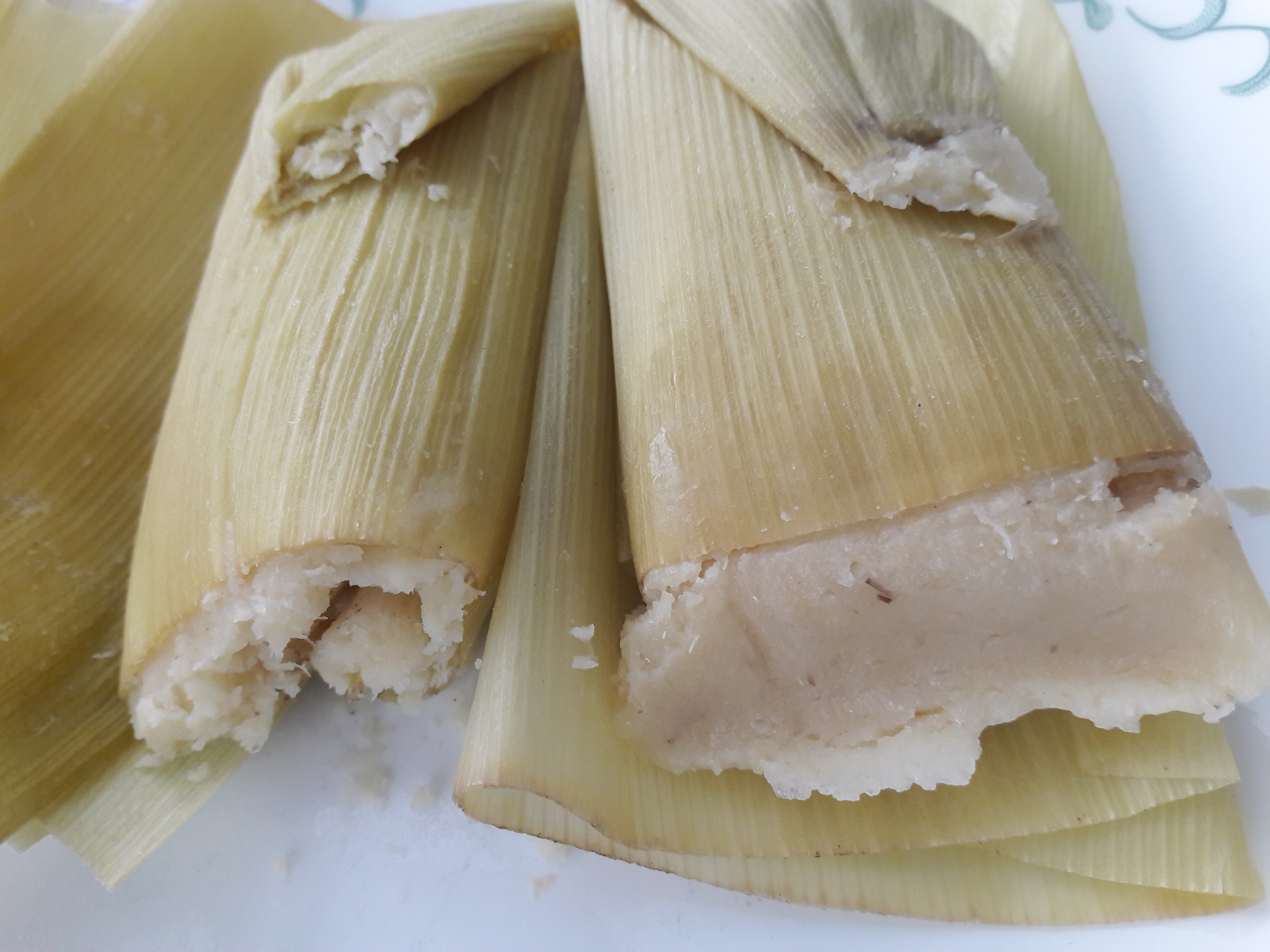
Tamales

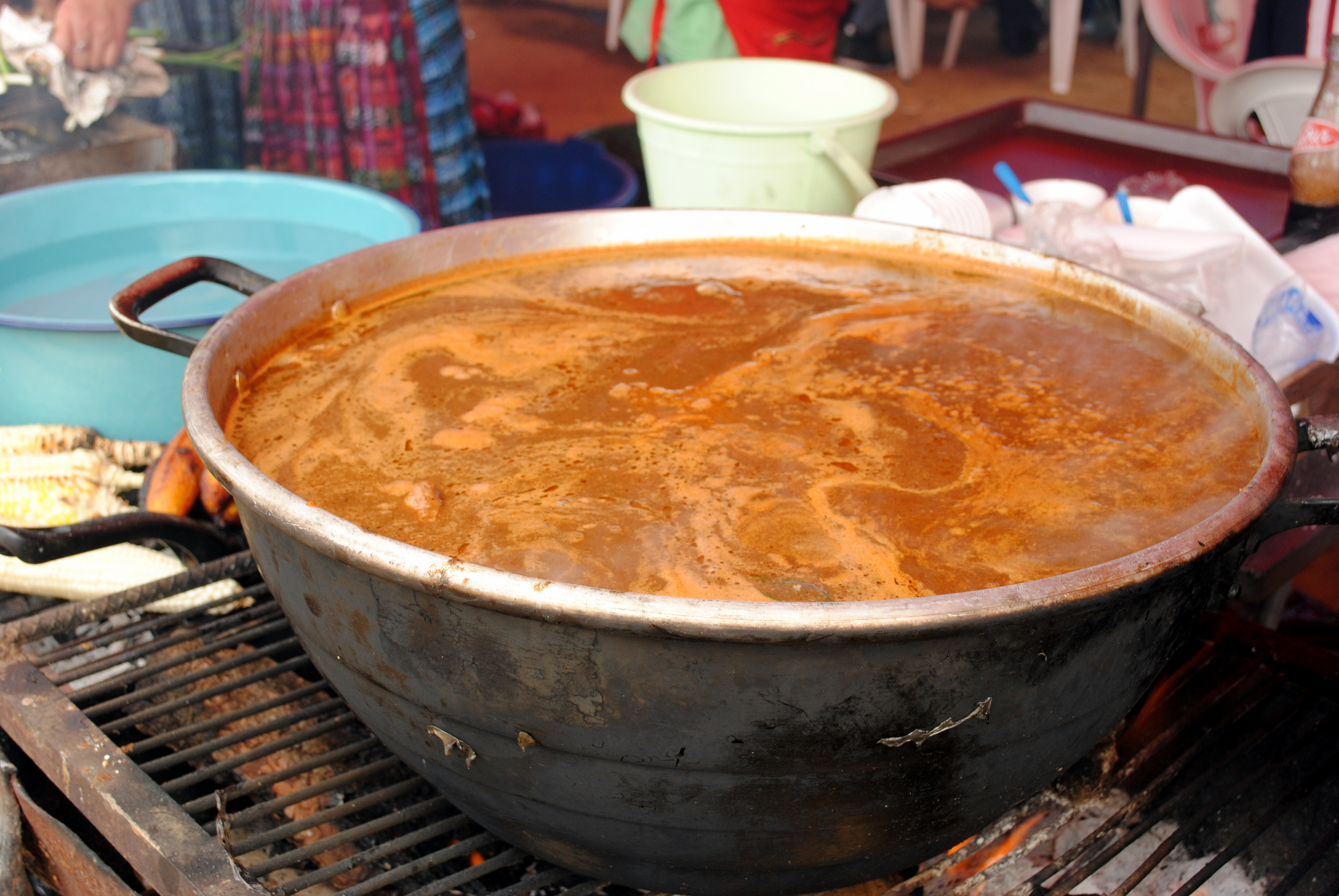
Pepián

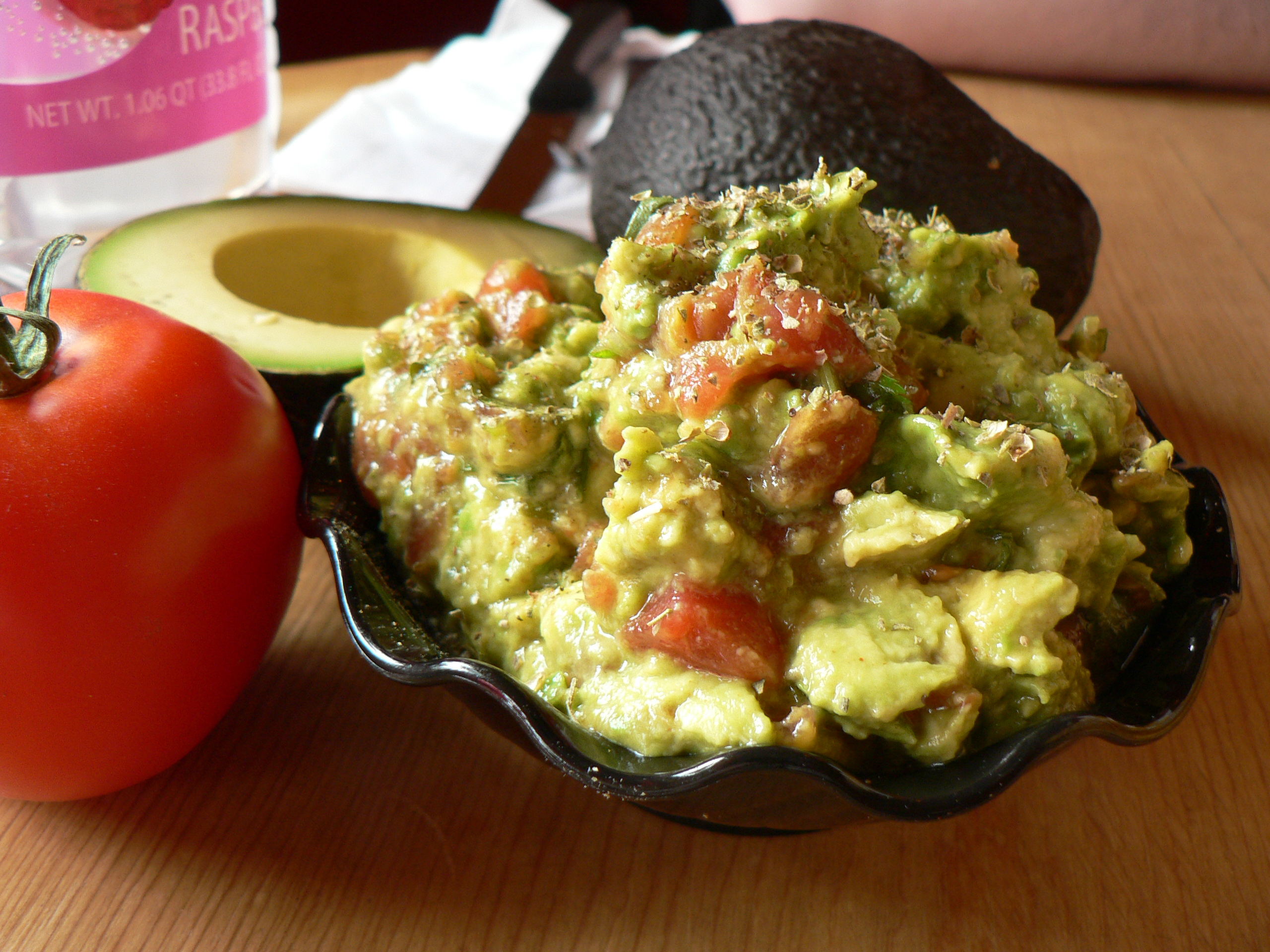
Gucamole

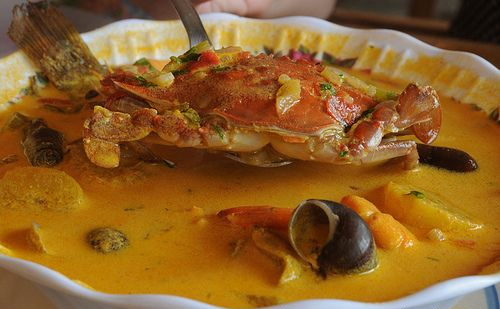
Tapado

Guatemalské kuchyně (španělsky: Gastronomía de Guatemala) vychází z tradiční kuchyně Mayů, byla ale ovlivněna také španělskou a mexickou kuchyní, a na karibském pobřeží také kuchyní afro-karibskou. Mezi nejpoužívanější suroviny patří kukuřice, fazole nebo chilli papričky. Z území Guatemaly pochází také čokoláda, kterou poprvé připravovali už staří Mayové.

## Příklady guatemalských pokrmů
Příklady guatemalských pokrmů:
- Tamales, plněné kukuřičné těsto podávané v banánovém listu
- Pepian, pikantní pokrm z masa, rajčat, chilli a kukuřičného těsta
- Guacamole, avokádový dip
- Jocón, kuře dušené v zelené omáčce
- Salpicón, nasekané maso podávané s ředkvičkami, citrónem a mátou
- Kaq ik, pikantní krůtí polévka
- Empanadas, plněné kapsy z těsta
- Caldo, maso dušené s čajotem
- Chiles rellenos, chilli papričky plněné sýrem, masem nebo zeleninou
- Fiambre, salát z nakládané zeleniny a klobásy, podávaný především na Slavnost všech svatých
- Tapado, pikantní polévka z ryb a mořských plodů, specialita Garifunů, kteří žijí na karibském pobřeží Guatemaly

## Příklady guatemalských nápojů
Příklady guatemalských nápojů:
- Licuado, nápoj z ovocné šťávy, někdy se do něj přidává také mléko
- Rum
- Quetzalteca, pálenka z cukrové třtiny
- Pivo